# Konfirmacja (metoda)
Konfirmacja – jedna z podstawowych metod sprawdzania zdań (ogólniej: teorii) oraz metod rozumowania. 
Jest to jedna z metod sprawdzania pozytywnego. W odróżnieniu od weryfikacji, która jest sprawdzeniem całkowitym (stosowanym w matematyce, logice, naukach aksjomatycznych), konfirmacja jest sprawdzeniem częściowym (nie daje ono gwarancji prawdziwości zdania, twierdzenia czy teorii).